# Mar de Iroise

Mapa do Mar de Iroise

O mar de Iroise é a parte do Oceano Atlântico que se estende da Ile de Sein a Ushant ao largo da costa da Bretanha, no noroeste da França. Está contida no Mar Céltico, fazendo fronteira com o restante do Mar Céltico ao norte e oeste, e com o Golfo da Biscaia ao sul. É um dos mares mais perigosos da Europa para os navios de mar. No inverno, muitas vezes há tempestades violentas com ondas enormes. É também uma das áreas mais ricas para a vida marinha e foi designada como uma das reservas da biosfera da UNESCO em 1988 e como o primeiro parque marinho da França em outubro de 2007.

## Parque Marinho
Apesar de vários grandes derramamentos de óleo e casos de pesca predatória, o Mar de Iroise ainda é rico em flora e fauna. É especialmente conhecida por seu robalo, seus cardumes de golfinhos, focas, lontras marinhas, lagostas e, ocasionalmente, peixes-sol, tubarões-frade e baleias. As muitas variedades de aves marinhas incluem corvos-marinhos, guillemots e garças. O mar também é reconhecido como o ambiente mais rico em algas marinhas da Europa, com cerca de 300 espécies. Como resultado, em 2 de outubro de 2007, as autoridades francesas designaram esta área como o primeiro parque marinho do país, oficialmente denominado Parc naturel marin d'Iroise. Os seus três principais objetivos são aumentar o conhecimento do ambiente marinho, proteger os habitats e as espécies da região e desenvolver atividades marinhas de todos os tipos. O Parque Marinho de Iroise cobre uma área de 3 550 km2 (1 370 sq mi) a partir da latitude 48°31′N (costa norte de Ushant) e latitude 47°59′N (costa sul da Île de Sein), a costa continental a leste, exceto a Rade de Brest, e o limite de 12 milhas náuticas (22 km) nas águas territoriais francesas a oeste.

## Ecologia
O Mar de Iroise está entre as zonas de transição biogeográfica mais importantes do mundo. Esta é uma linha divisória entre os animais marinhos temperados e os animais marinhos frio-temperados e boreais.